# Molophilus (Molophilus) chleuastes
Molophilus (Molophilus) chleuastes is een tweevleugelige uit de familie steltmuggen (Limoniidae). De soort komt voor in het Australaziatisch gebied.